# Mirage (automobile)
Mirage è una serie di automobili da competizione costruite tra gli anni sessanta e gli anni settanta dalla casa automobilistica inglese J.W. Automotive Engineering Ltd..

## La separazione dalla Ford
Quando la Casa madre statunitense "Ford Motor Company", nel pieno della rivalità con la Ferrari, decise nel 1966 di chiudere la sua divisione inglese Ford Advanced Vehicles e trasferire la propria produzione di sportprototipi negli Stati Uniti d'America, l'impianto a Slough, nel Buckinghamshire, in Inghilterra, fu venduto alla J.W. Automotive Engineering Ltd., una società formata da John Wyer e John Willment, da cui le iniziali. A Wyer, l'ex team manager Aston Martin e capo del progetto Ford GT40 portato avanti nella sede di Slough, era stata data la possibilità di acquistare i locali, insieme con la licenza per costruire e fare la manutenzione alle Ford GT40 sia stradali che da competizione sul mercato europeo e a lui si unì Willment, un grosso distributore locale della Ford che aveva precedentemente gestito una grande squadra corse in Gran Bretagna.

## Gli anni sessanta

### Gli inizi e laM1

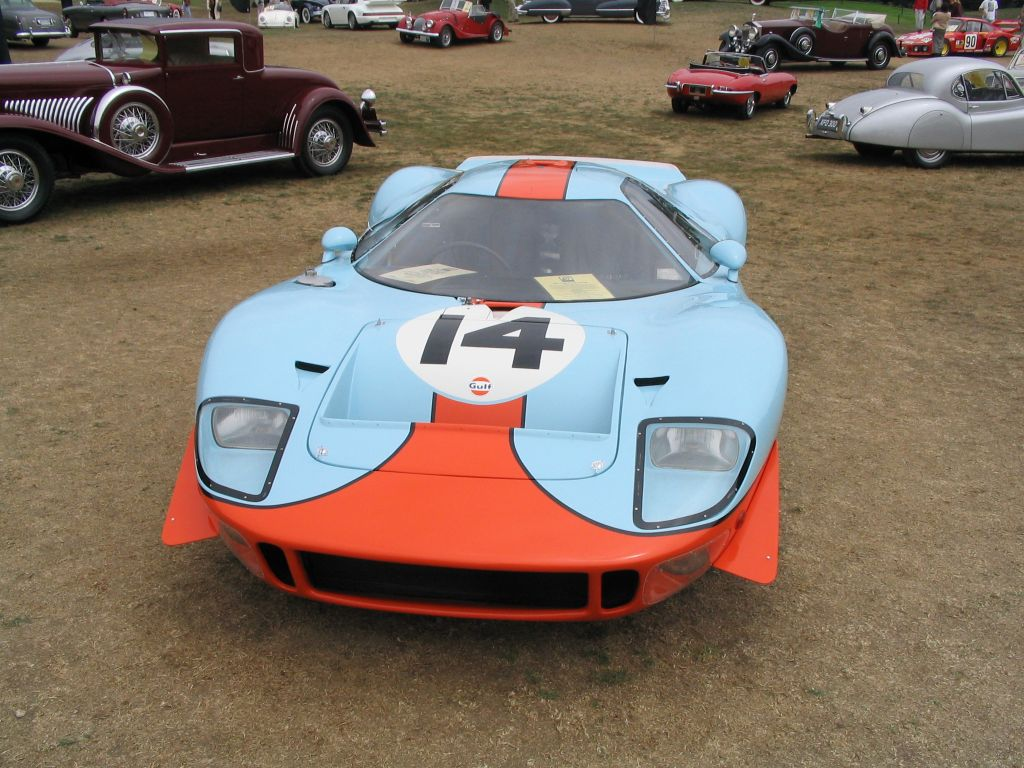
La Mirage-Ford M1

Oltre a continuare a costruire le GT40 MKI e MKIII da strada, la JW vendeva anche le versioni da corsa ai privati e portava in pista una propria squadra. Divenne subito chiaro che le GT40 MKI non erano più competitive con le Ford GT40 MkII ufficiali dotate del motore Big Block da 7 litri e in uno sforzo per lottare ad armi pari con la squadra ufficiale americana, con le Ferrari P3 e le Porsche 907, John Wyer realizzò per la stagione 1967 una versione molto alleggerita della GT40 originale, spinta da motori V8 Gurney-Weslake-Ford da 5,0 oppure 5,7 litri al posto del 4,7 litri standard (usato per i primi test e le prime gare). Questa vettura, che rientrava nella categoria "prototipi", fu denominata la Mirage-Ford M1 e differiva esteriormente dal modello da cui derivava per il caratteristico tetto a goccia dalla sezione molto stretta.
Questa vettura ottenne un certo successo e vinse la 1000 km di Spa di quell'anno, ma l'inatteso annuncio della CSI (Commissione Sportiva Internazionale) per la stagione 1968, quando fu abbassato a 3 litri il limite di cilindrata del motore dei prototipi, significava la fine della Mirage M1 e due delle tre vetture del costruite dal team furono riconvertite quasi del tutto alle specifiche originali della GT 40 per poter competere nel Gruppo 4, che, come stabilito dalla normativa per il 1968, raggruppava le vetture "Sport" spinte da motori di 5 litri.

### LaM2e laM3
John Wyer, nonostante fosse contrariato per il breve preavviso dato dalla CSI per il cambio di regolamento, commissionò all'ex capo progettista Lotus Len Terry il progetto di una nuova vettura "prototipo" destinata ad essere spinta dal motore BRM 3 litri. Tale vettura, denominata Mirage M2, fu pronta durante l'ultima parte della stagione 1968, quando però stavano avendo successo con GT 40 dello stesso team, (riuscirono a vincere il Campionato), e quindi il progetto M2 non sviluppato con la dovuta convinzione. Inoltre per il 1969 la CSI apportò ulteriori modifiche al Gruppo 6 (cui la nuova vettura doveva rispondere) per quanto riguarda la larghezza dell'abitacolo, il dimensionamento dei serbatoi di carburante e il peso totale, rendendo obsoleto il prototipo Mirage appena nato.
La squadra proseguì comunque nel progetto, riducendo il peso, ma scoprendo in fase di collaudo che il motore BRM V12 non si avvicinava neanche lontanamente alla potenza prevista, sebbene fosse allo studio una più potente versione a 4 valvole per cilindro. Inoltre, alla BRM ebbero problemi notevoli nello sviluppo di questa unità e la consegna fu frequentemente rinviata, sino a fine luglio 1969, troppo tardi per la stagione agonistica. Il team di John Wyer visto il ritardo, aveva ordinato per la "prototipo" un motore V8 Ford-Cosworth DFV da inserire in un telaio modificato, denominato M3, ma anche questo fu pronto a giugno, così il team portò avanti lo sviluppo della loro ben riuscita GT40, sponsorizzata dalla Gulf Oil.
La prima uscita per la M2/200 con motore BRM a due valvole per cilindro da 375 CV avvenne alle prove della 24 Ore di Daytona del 1969, in cui David Hobbs la collaudò per un periodo di tempo considerevole, ma si decise di non farla correre. L'uscita successiva fu alla BOAC 500 a Brands Hatch, dove non salì mai sopra il settimo posto nelle mani di Jacky Ickx e Jackie Oliver, prima di rompere l'albero motore e ritirarsi.
Due auto furono iscritte alla 1000 km di Spa, ma la vettura di Ickx/Oliver si ritirò dopo aver finito il carburante e la vettura di Hobbs/Hailwood finì settima: nessuna delle due auto aveva un comportamento convincente. 
La nuova Mirage M2/300 spinta dal motore Ford-Cosworth apparve alla 1000 km del Nürburgring insieme alla versione con il motore BRM dotato di testata a quattro valvole in prestito dalla BRM. Nessuna delle due vetture fu particolarmente veloce: la vettura con motore Cosworth si ritirò per un guasto alla sospensione 
e l'altra con la pompa del carburante fuori uso.
Per la 6 Ore di Watkins Glen la squadra JW iscrisse la sola vettura, dotata del motore Ford, dopo aver perso la speranza di ricevere i motori BRM. La vettura era notevolmente alleggerita essendo stato eliminato il tetto e ribattezzata Mirage M3, ma fu afflitta da vari problemi e si ritirò per la rottura del motore. Alla conclusiva 1000 km di Zeltweg del 1969, sul circuito dell'Österreichring, l'automobile scoperta condusse a lungo la gara, ma alla fine si ritirò.
Il telaio della M2/200 con motore BRM e della M2/300 con motore Ford erano sostanzialmente identici, con una sezione monoscocca centrale in lega di alluminio e con telaietto tubolare in acciaio nella parte posteriore a sostenere il motore. I serbatoi di carburante erano collocati nei pontoni laterali del telaio monoscocca, con una capacità totale di 26 galloni. La sospensione anteriore era doppi bracci oscillanti e gruppi molla-ammortizzatore, mentre al retrorotreno sono presenti un solo braccio superiore e doppi bracci in basso. Lo sterzo è a cremagliera e i freni sono dischi ventilati da 11.95 pollici della Girling sulle quattro ruote.
Il motore V12 BRM aveva un alesaggio di 73,81 millimetri e una corsa di 57,15 millimetri, per una cilindrata di 2.999,5 cm³, due valvole per cilindro azionato da quattro alberi a camme in testa mossi da una catena, un rapporto di compressione di 11,5:1 e una potenza tra i 375 e i 390 CV. Con quattro valvole per cilindro la potenza dichiarata è 450 CV. Abbinato al motore BRM vi era in cambio della tedesca ZF a cinque marce tutte sincronizzate.
Il V8 Cosworth DFV utilizzato dal team di John Wyer era esattamente lo stesso di quello utilizzato dai team di Formula 1, anche se non veniva utilizzato come una parte portante del telaio, ma installato nel sottotelaio tubolare. Il V8 aveva un alesaggio di 85,6 millimetri e una corsa di 64,8 millimetri per una cilindrata di 2.995 cm³, i quattro alberi a camme in testa sono azionati da una catena, è dotato di iniezione Lucas e ha un rapporto di compressione di 11:1. Il motore "serie 9" del 1969, dotato di un sistema di scarico modificato aveva una potenza di 430 CV a 10.000 giri/min. Il cambio abbinato al motore Ford era uno Hewland DG300.

### LaM4
La Mirage M4 è una vettura-laboratorio con carrozzeria barchetta concepita tra la fine del 1969 e i primi mesi del 1970 e derivata dall'accoppiamento del telaio della M3 con il motore 5 litri della Ford GT40: essa aveva anche la carrozzeria modificata a causa dello spostamento nel frontale dei radiatori, con conseguente eliminazione delle prese d'aria sui parafanghi posteriori (e con l'aggiunta di un'ala posteriore), ma con la firma del contratto tra la JWAE e la Porsche per la stagione 1970 la M4 fu messa da parte: attualmente la vettura è stata restaurata e di nuovo equipaggiata con un Cosworth DFV, pur mantenendo la carrozzeria modificata (ma con l'ala rimossa). Spesso la denominazione M4 è confusa con la M5 perché John Horsman, nel suo libro Racing in the Rain (poi ripreso da Ed McDonough, in Gulf-Mirage 1967 to 1982), a pag. 193, si riferisce a questo muletto come Mirage M5.

### LaM5
La JWAE realizzò nel 1969 una vettura di Formula Ford, denominata Mirage M5, dotata di un cambio Hewland Mk8 e posta in vendita al prezzo di £ 1195 dell'epoca. Il primo esemplare della vettura partecipò al campionato britannico di Formula Ford sotto le insegne del Willement Group e ne furono prodotti 15-20 esemplari nel biennio 1970-'71.

## Dal 1970 al 1975
Nel 1970 e 1971 non furono realizzate nuove automobili con denominazione Mirage poiché la JWAE Ltd. era impegnata a portare in pista le Porsche 917 ufficiali con i colori della Gulf Oil.

### La M6 e la M6 Coupé

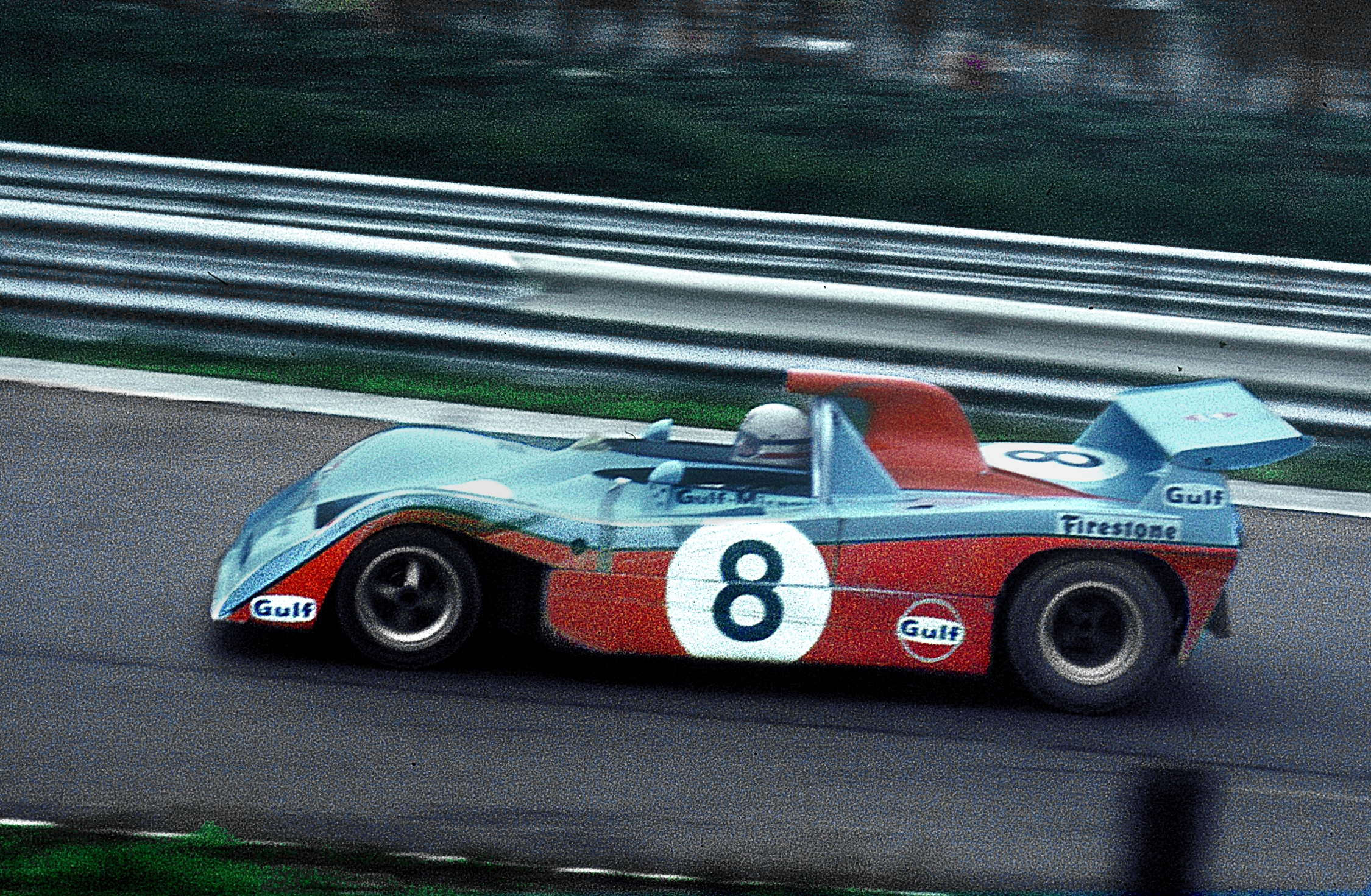
La Mirage M6

A partire dal 1972, le vetture Sport come la 917, vennero escluse dalle gare mondiali e John Wyer decise di realizzare nuovamente una vettura in proprio e ne affidò la progettazione a Len Bailey, (già coinvolto nel progetto della Ford GT40 e della M1). Denominata Mirage M6, era dotata di un telaio monoscocca rivettato di alluminio con paratie di rinforzo in acciaio. Il motore era il classico Cosworth DFV da 3 litri, depotenziato a 400 CV per ottenere la necessaria affidabilità e utilizzato come elemento strutturale, mentre la carrozzeria era in vetroresina, con un'ala posteriore molto alta. Il primo esemplare fu completato nel marzo 1972, in tempo per la 12 Ore di Sebring, dove, a corto di collaudi, ebbe parecchi problemi di gioventù e riuscì a completare solo 48 giri. Un secondo esemplare fu pronto a metà stagione 1972 e un terzo fu dedicato allo sviluppo del motore Weslake V12, che avrebbe dovuto dare la svolta al progetto in quanto sulla carta più potente del Cosworth, con meno vibrazioni (che erano una delle causa della carente affidabilità), ma anche con un peso maggiore.
Durante la stagione la M6 ottenne qualche piazzamento sul podio, ma molte delle risorse furono indirizzate ai test sul motore Weslake V12, che si rivelò avere le stesse prestazioni del Cosworth, ma con affidabilità ridotta. All'inizio del 1973, il progetto col motore Weslake fu accantonato. Intanto le M6-Cosworth ottennero la doppietta alla 1000 km di Spa, prima vittoria di una sport prototipo spinta dal motore inglese. Il resto della stagione non fu altrettanto soddisfacente ed alla fine del 1973 quattro dei cinque telai M6 furono utilizzati come base per la realizzazione del successivo modello, la GR7.
La M6 Coupé era la variante con carrozzeria chiusa e coda filante approntata per il test della 24 Ore di Le Mans 1973 sul telaio M6/603 originariamente dotato di carrozzeria aperta e portato a Daytona come muletto e spinta da un motore Ford-Weslake V12 di 2995 cm³. Con pochi avversari in pista, la vettura segnò il 3º tempo con Derek Bell, ma poi non partecipò alla gara in quanto il motore non forniva le prestazioni sperate: il tempo sul giro era 16 secondi più lento di quello segnato dalla M6-Cosworth e inoltre aveva problemi a riaccendersi dopo ogni rifornimento.

### La Gulf GR7

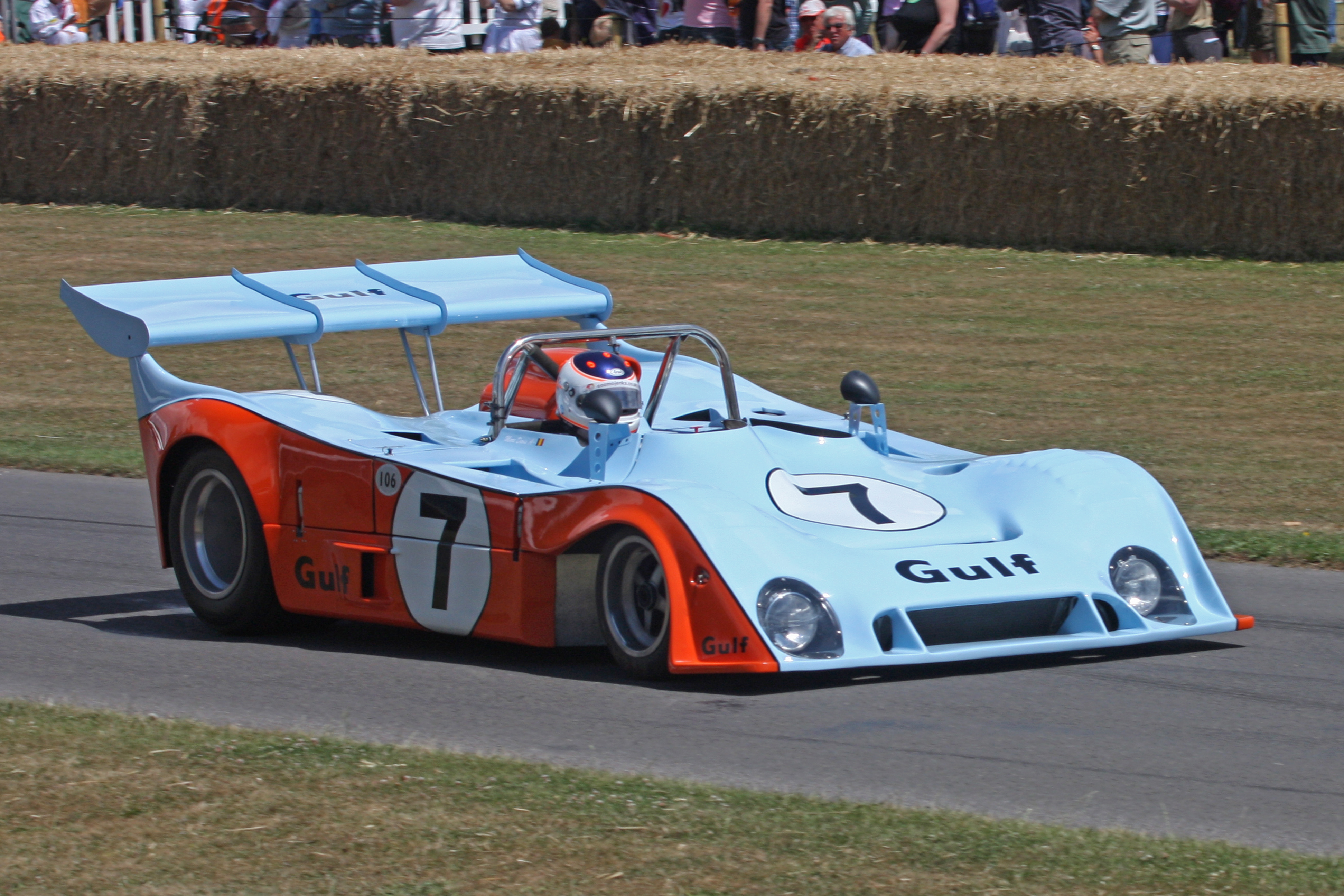
La Mirage GR7

Allestita per la stagione 1974, il suo nome deriva dal cambio di denominazione dell'azienda in Gulf Research Racing Company. Fu realizzata modificando i telai delle M6 mediante l'uso di materiali ultraleggeri, per porre rimedio al peso eccessivo rispetto alla concorrenza che aveva afflitto le vetture del team l'anno precedente.

### La Gulf GR8

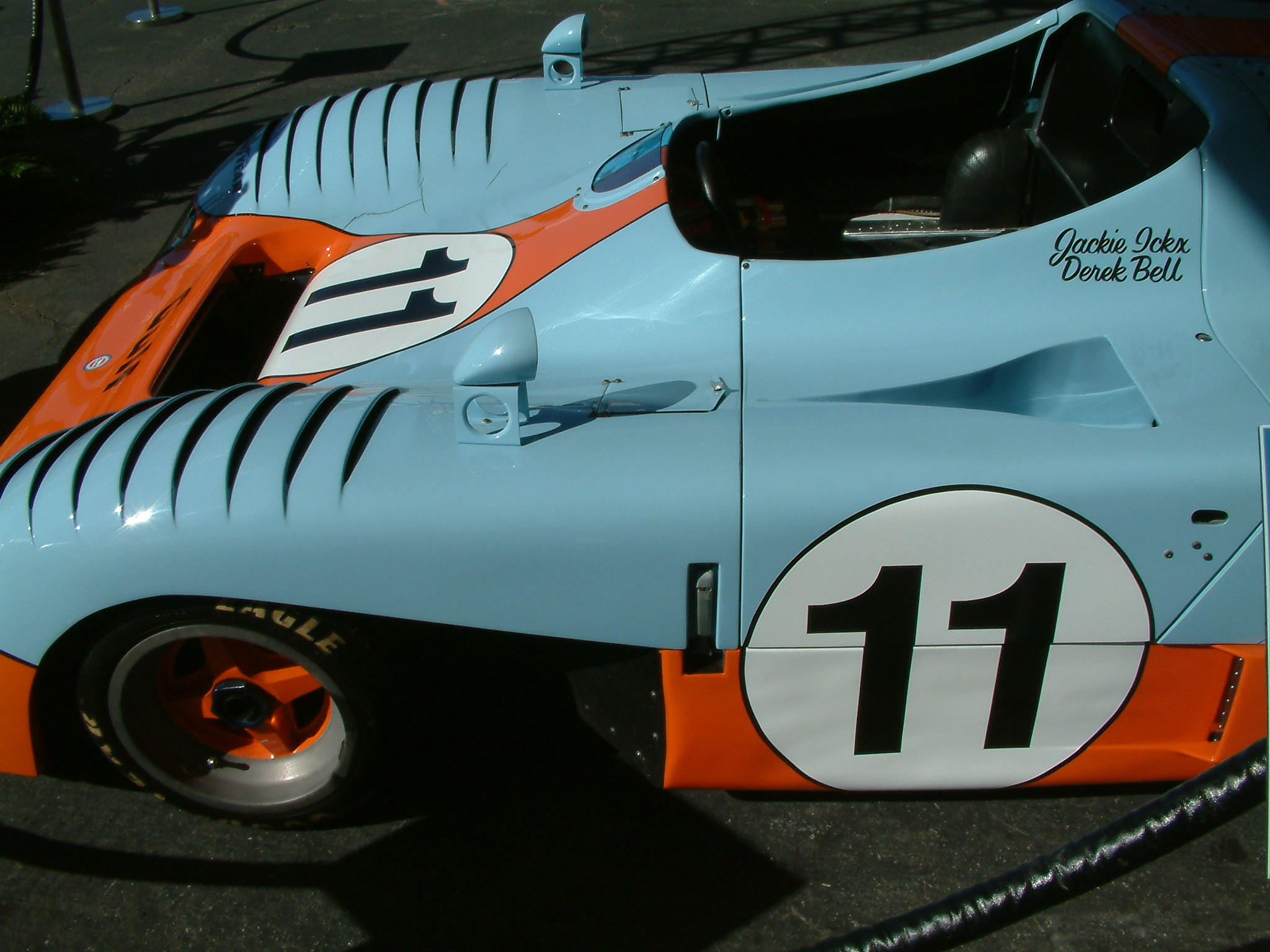
La GR8, pilotata da Jacky Ickx e Derek Bell alla 24 Ore di Le Mans 1975.

John Wyer aveva progettato il suo ritiro dalle competizioni alla fine del 1974, ma non poté resistere all'opportunità di vincere nuovamente a Le Mans, poiché per rispettare le nuove limitazioni sul consumo di carburante imposte dall'ACO (20 giri tra un rifornimento e l'altro), il motore Ford Cosworth DFV poteva essere una carta vincente, rispetto ai più "assetati" 12 cilindri Matra ed Alfa Romeo. Furono così concentrati gli sforzi della scuderia Gulf verso la vittoria al Circuit de la Sarthe. Due nuove Gulf GR8 (telai 801 e 802) vennero progettate e costruite specificamente per la maratona francese. Esse erano ampiamente derivate dalla Gulf GR7, con il passo maggiorato e una nuova carrozzeria che forniva un'aerodinamica aggiornata, ottimizzata per quel tracciato e per l'efficienza nei consumi.

## La cessione
Nel 1976 l'azienda fu venduta alla Grand Touring Cars, Inc., un'azienda statunitense fondata nel 1972 dall'avvocato ed ex pilota del NART Harley E. Cluxton III, che importava negli U.S.A. vetture Ferrari e Lamborghini e che aveva una propria squadra corse. Subito ottenne buoni risultati, tra cui il secondo posto alla 24 Ore di Le Mans 1976 con Jean-Louis Lafosse e François Migault. La GTC usò i telai delle GR8 negli anni successivi (abbinandoli a motori Renault nel 1977) e realizzò in seguito altre vetture con il nome Mirage, continuando a gareggiare anche negli anni ottanta. Attualmente si occupa di manutenzione e restauro delle Mirage finora prodotte.

### La GR8 Renault
Realizzata nel 1977 e frutto dell'abbinamento di un motore Renault V6 Turbo (lo stesso della Renault Alpine A442) al vecchio telaio GR8, fu iscritta tra l'altro alla maratona della Sarthe di quell'anno (che era fuori dal Campionato Mondiale Marche) e in quella gara ottenne di nuovo il secondo posto, stavolta guidata da Vern Schuppan e Jean-Pierre Jarier che arrivarono alle spalle della Porsche 936/77 ufficiale di Icks/Barth/Haywood.

### La M9
Nata nel 1978 dall'esperienza dell'anno precedente (i telai erano gli stessi) e spinta sempre da un motore Renault, la nuova vettura incontrò alla classica francese una più qualificata concorrenza arrivando solo 10ª, preceduta dalle Alpine-Renault e Porsche ufficiali, da alcune Porsche private e dalla debuttante Rondeau M378 Ford.

### La M10
Sempre con gli stessi telai, costruiti nel 1975, la squadra, persa la fornitura della Renault, tornò ai propulsori Ford e con una veste aerodinamica ancora più filante. Ebbero però molti problemi alla 24 Ore di Le Mans 1979, con entrambe le vetture ritirate.

### La M11
Poco si sa di questa vettura, in quanto si ritiene che fosse un progetto abortito per la stagione agonistica 1980.

### La M12
La Mirage M12 era una sport prototipo appartenente al Gruppo C che apparve in poche gare nel 1982 e 1983. Progettata dall'ex collaboratore di John Wyer e direttore tecnico della Mirage John Horsman, il suo telaio monoscocca composto da fogli di alluminio rivettati fu realizzato in Inghilterra dalla Tiga e la vettura fu testata intensivamente negli U.S.A. presso la galleria del vento della Lockheed ad Atlanta e in pista a Riverside in California e al National Transportation Research Center in Ohio. Spinta da un motore Cosworth DFL V8 da 3,9 litri e capace di raggiungere i 340 km/h, fu iscritta alla 24 Ore di Le Mans 1982 e affidata all'equipaggio Mario Andretti/Michael Andretti. Si qualificò 9ª in griglia, ma fu squalificata a meno di 20 minuti dalla partenza della gara per il posizionamento non conforme di un radiatore dell'olio del cambio, nonostante avesse in precedenza superato le verifiche tecniche pre-qualifica.

### Il progetto Indycar
Nell'estate del 1982 il presidente della Grand Touring Cars, Inc., Harley E. Cluxton III, iniziò le trattative con la Renault per la realizzazione di un motore per il campionato CART e la 500 miglia di Indianapolis, derivato dal sei cilindri due litri turbocompresso già utilizzato anni prima dalla GTC-Mirage sulla GR8 Renault e sulla M9: la vettura sarebbe stata allestita in tempo per prendere parte alla stagione 1983 o al più tardi a quella successiva e il sedile sarebbe stato offerto a uno tra Mario Andretti, Rick Mears, Tom Sneva o Geoff Brabham. La GTC-Mirage riteneva che le vigenti regole del campionato americano avrebbero messo il nuovo motore alla pari con l'otto cilindri Cosworth DFX, che all'epoca era installato sulla quasi totalità delle vetture che vi partecipavano: riprogettare l'unità per raggiungere la cilindrata limite di 2,65 litri avrebbe portato il V6 francese a erogare circa 800 CV con peso e ingombri inferiori a quelli del concorrente e un'affidabilità che si prevedeva essere migliore. Il progetto venne approvato dalla Renault, che fornì motori, supporto economico e supporto tecnico al team statunitense durante il triennio 1983-85, prima di tagliare i fondi alla fine del 1985, quando si ritirò dal mercato statunitense con la vendita della sua controllata Renault USA e del marchio AMC alla Chrysler: nel frattempo il nuovo motore era stato installato su una Lola T900 (telaio numero HU19) del team di Doug Shierson, che fu collaudata in pista da Al Unser Jr. al Rattlesnake Raceway di Midland (Texas), la pista di collaudo privata della Chaparral Cars, per poi finire finire nelle mani di un collezionista privato.